# Мартин Васкес, Рафаэль
Рафаэ́ль Марти́н Ва́скес (исп. Rafael Martín Vázquez , 25 сентября 1965, Мадрид) — испанский футболист, полузащитник. Участник чемпионата мира 1990 в составе сборной Испании. Лучший футболист Испании 1990.
Мартин Васкес принадлежал к поколению игроков мадридского «Реала», вышедших из «Кастильи», то поколение прозвали Пятёрка стервятников (Quinta del Buitre).
Играя за «Кастилью», вторую команду «Реала», Васкес стал лучшим игроком Юношеского чемпионата мира 1981 года. В первой же команде «Реала» Васкес дебютировал в 1983 году, в матче с «Мурсией». С «Реалом» Васкес выиграл 6 чемпионатов Испании и 2 кубка УЕФА. По общему мнению тогдашней прессы, Васкес был одним из талантливейших и технически оснащённых футболистов Испании, но у него была проблема, Васкес не был бойцом, он не умел спасать тяжёлые матчи и обладал очень сдержанным и скрытным характером, всё это приводило к негодованию требовательную мадридскую публику на первых порах его карьеры в Королевском клубе. В сезонах 1988—1989 и 1989—1990 Васкес раскрылся в полной мере, он стал лучшим игроком 1990-го, а «Реал» с ним выиграл два чемпионата Испании, Кубок Испании и Суперкубок Испании. В те годы он был истинным сердцем «Реала», но и одним из самых желанных футболистов на трансферном рынке. Этим не мог не воспользоваться президент «Реала», Рамон Мендоса, который продал игрока в Италию, в «Торино».
В «Торино» всё прошло не очень гладко, несмотря на то, что он был одним из самых высокооплачиваемых игроков Кальчо, и проводя в целом неплохие игры, Васкес, всё же не смог приблизиться к своему уровню игры, который он демонстрировал в мадридском «Реале». Затем он скитался по командам, вернулся в «Реал», но и дома не показывал своего уровня. Закончил карьеру Васкес в 1998 году.
После окончания карьеры игрока, Васкес стал сотрудником «Реала», работая в техническом штате клуба, а также стал работать комментатором и футбольным экспертом в теле- и радиопередачах.

## Достижения

### Командные
- Чемпион Испании: 1986, 1987, 1988, 1989, 1990, 1995
- Обладатель Кубка Испании: 1989, 1993
- Обладатель суперубка Испании: 1988, 1989, 1993, 1995
- Обладатель Кубка испанской лиги: 1985
- Обладатель Кубка УЕФА: 1985, 1986

### Личные
- Лучший футболист Испании: 1990